# نان کدو تنبل

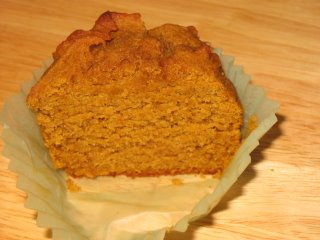
نان کدو تنبل

نان کدو تنبل یا نان کدوحلوایی نوعی نان سریع مرطوب است که با کدو تنبل درست می‌شود. کدو تنبل را می‌توان قبل از استفاده پخته و نرم کرد یا به سادگی با نان پخت. استفاده از کنسرو کدو تنبل آن را به غذای ساده‌تری تبدیل می‌کند. مواد اضافی شامل فندق (مانند گردو) و کشمش است.
نان کدو تنبل معمولاً در یک تابه مستطیلی پخته می‌شود و اغلب در اواخر پاییز زمانی که کدو تنبل تازه در دسترس است درست می‌شود. همچنین می‌توان آن را از کنسرو کدو تنبل تهیه کرد که در نتیجه طعم کدو قوی تر می‌شود.

## بیشتر خواندن
- Nabhan, Gary Paul (2008-05-15). Renewing America's Food Traditions. p. 195. ISBN 978-1-60358-074-8. Retrieved 19 January 2015.